# 1 000 kilomètres de Buenos Aires 1954
Navigation
Édition suivante
Les 1 000 kilomètres de Buenos Aires 1954, disputées le 24 janvier 1954 sur l'Autódromo Juan y Oscar Gálvez, sont la première édition de cette épreuve et la première manche du championnat du monde des voitures de sport 1954. Elles sont remportées par la Scuderia Ferrari.

## Course

### Classement de la course
Voici le classement au terme de la course.
- Les vainqueurs de chaque catégorie sont signalés par un fond jauni.

| 1           | S +3.0  | 10 | Scuderia Ferrari    | Giuseppe Farina Umberto Maglioli          | Ferrari 375 Plus           | 106 |
| 2           | S 3.0   | 30 | Alfonso de Portago  | Harry Schell Alfonso de Portago           | Ferrari 250 MM             | 103 |
| 3           | S 3.0   | 40 | David Brown         | Peter Collins Pat Griffith                | Aston Martin DB3S          | 102 |
| 4           | S +3.0  | 22 | Ecurie Ecosse       | Ninian Sanderson James Scott Douglas (en) | Jaguar C-Type              | 100 |
| 5           | S 3.0   | 34 | Louis Milan         | Louis Milan Elpidio Tortone               | Ferrari 625TF              | 99  |
| 6           | S 3.0   | 54 | Maserati            | Emilio Giletti (en) Luigi Musso           | Maserati A6GCS             | 97  |
| 7           | S +3.0  | 12 | Équipe Louis Rosier | Louis Rosier Maurice Trintignant          | Ferrari 375 Plus           | 96  |
| 8           | S 3.0   | 50 | Angel Maiocchi      | Angel Maiocchi Lucio Bollaert             | Ferrari 225S Vignale       | 87  |
| 9           | S 1.5   | 58 | Jaroslav Juhan      | Jaroslav Juhan (de) Antonio Asturias Hall | Porsche 550 Spyder         | 87  |
| 10          | S +3.0  | 6  | Roy Cherryhomes     | Carroll Shelby Dale Duncan                | Allard J2X                 | 86  |
| 11          | S 1.5   | 74 | O.S.C.A.            | Michel Collange David Speroni             | OSCA MT4 1100              | 85  |
| 12          | S 1.5   | 64 |                     | Óscar González Pedro Escudero             | Porsche 550                | 79  |
| 13          | S 1.5   | 68 |                     | José Sala Herrarte Ariano                 | Porsche 550 Spyder         | 79  |
| 14          | S +3.0  | 18 | Masten Gregory      | Masten Gregory                            | Jaguar C-Type              | 79  |
| 15          | S 1.5   | 70 |                     | Jorge Chaves Alberto Rodríguez Larreta    | Porsche 550                | 72  |
| 16          | S 1.5   | 66 |                     | Juan Antonio Gatti Julio Angel Gatti      | Porsche 550                | 70  |
| Abandons    |         |    |                     |                                           |                            |     |
| 17          | S 3.0   | 32 | Roberto Bonomi      | Roberto Bonomi Carlos Menditéguy          | Ferrari 625TF              | 91  |
| 18          | S 3.0   | 38 | David Brown         | Reg Parnell Roy Salvadori                 | Aston Martin DB3S          | 65  |
| 19          | S 1.5   | 60 | Borgward            | Hans-Hugo Hartmann Adolf Brudes           | Borgward Hansa 1500RS (en) | 44  |
| 20          | S +3.0  | 28 |                     | Molino Zubiria German Pesce               | Jaguar XK120               | 38  |
| 21          | S + 3.0 | 26 |                     | José Millet Nicolas Dellepiane            | Jaguar C-Type              | 27  |
| 22          | S +3.0  | 24 | Ecurie Ecosse       | Adolfo Schwelm Cruz Miguel Schroeder      | Jaguar C-Type              | 26  |
| 23          | S 3.0   | 44 | David Brown         | Roberto Mieres Carlo Tomasi               | Aston Martin DB3S          | 24  |
| 24          | S +3.0  | 20 | Ecurie Ecosse       | Ian Stewart Jimmy Stewart                 | Jaguar C-Type              | 16  |
| 25          | S 3.0   | 36 | Automobiles Gordini | Jean Behra Franco Bordoni                 | Gordini T24S               | 16  |
| 26          | S 3.0   | 42 | Forrest Greene      | Forrest Greene Carlos Stabile             | Aston Martin DB3           | 14  |
| 27          | S 3.0   | 16 | Allen Guiberson     | Phil Hill David Sykes                     | Ferrari 340 Mexiko         | 13  |
| 28          | S 3.0   | 14 | José-Maria Ibanez   | José-Maria Ibánez (de) Ignacio Janices    | Ferrari 375 MM             | 11  |
| 29          | S +3.0  | 4  |                     | Franco Bruno Carlos Bruno                 | Allard J2X                 | 9   |
| 30          | S 3.0   | 48 |                     | Pedro Llano Ernesto Tornquist             | Ferrari 225E               | 8   |
| 31          | S 3.0   | 46 |                     | Nicolas Dellepiane Martin Berasategui     | Ferrari 225S               | 5   |
| 32          | S 1.5   | 72 | Jack Frierson       | Bob Said George Moffett                   | OSCA MT4 1350              | 5   |
| 33          | S 1.5   | 62 |                     | Thomas Mayol J. A. Mayol                  | Porsche 550                | 2   |
| 34          | S +3.0  | 8  |                     | Carlos Najurieta Alberto Gomez            | Ford-Maserati              | 1   |
| 35          | S 3.0   | 52 | Automobiles Gordini | Élie Bayol Roger Loyer                    | Gordini T15S               | 1   |
| Non partant |         |    |                     |                                           |                            |     |
| 36          | S + 3.0 | 2  | Boliari             | Enrique Saenz-Valiente Jorge Camano       | Cadillac                   |     |

## Classement du championnat à l'issue de la course
| Pos | Constructeur | Points |
| --- | ------------ | ------ |
| 1   | Ferrari      | 8      |
| 2   | Aston Martin | 4      |
| 3   | Jaguar       | 3      |
| 4   | Maserati     | 1      |